# Zapatasparv
Zapatasparv (Torreornis inexpectata) är en grå och gul tätting endemisk för Kuba.

## Utseende och läte
Zapatasparven är en medelstor amerikansk sparv som ungefär mäter 16,5 cm på längden. Den har olivgrå till grå ovansida, gul undersida, vit strupe och grått huvud. Den adulat fågeln har ett vitt submustaschstreck, svart strupsidesstreck och rödbrun hjässa. Dess sång beskrivs som en metallisk högfrekvent drill som kan liknas vid tziii-tzziii-tzziii... och dess lockläte är ett tystlåtet tick-tick-tick.

## Systematik
Zapatasparven är endemisk för Kuba där den är en stannfågel. Den upptäcktes av den spanske zoologen Fermín Zanón Cervera i mars 1927 i området kring Santo Tomás vid Zapataträsket. Formellt beskrevs den taxonomiskt senare samma år av den amerikanska herpetologen Thomas Barbour och hans kompanjon, ornitologen James Lee Peters.
Cervera hade tidigare följt med Barbour på hans expeditioner på Kuba men Cervera skickades ensam på ett flertal uppdrag att undersöka fågellivet i området kring zapataträsket eftersom de hört att det fanns ovanliga arter där. Detta ledde bland annat till upptäckten av zapatasparven. Två andra populationer har senare upptäckts, en på ön Cayo Coco norr om Kuba i provinsen Camagüey och en utmed ett litet kustområde i provinsen Guantánamo. Eftersom arten inte enbart förekommer i Zapata föreslås den ibland att få trivialnamnet kubasparv.

### Släktskap
Zapatasparven är placeras vanligen i det egna släktet  Torreornis men osteologiska studier från 1999 indikerar att släktet, tillsammans med Oriturus, kanske borde slås samman med släktet Aimophila vilket dock inte fått någon större genomslag. DNA-studier från 2013 visar att zapatasparven står närmast busksparvarna i Melozone.

### Familjetillhörighet
Tidigare fördes de amerikanska sparvarna till familjen fältsparvar (Emberizidae) som omfattar liknande arter i Eurasien och Afrika. Flera genetiska studier visar dock att de utgör en distinkt grupp som sannolikt står närmare skogssångare (Parulidae), trupialer (Icteridae) och flera artfattiga familjer endemiska för Karibien.

### Underarter
De tre populationerna kategoriseras ofta som var sin underart på grund av skillnader i fjäderdräkt och ekologi.
- Torreornis inexpectata inexpectana – nominatformen förekommer i Zapata och lever i stora översvämmade savannområden med agar.
- Torreornis inexpectata varonai Ruiz, 1981 (omdiskuterat) – som utseendemässigt påminner om nominatformen, förekommer i Cayo Coco i skogar och buskmarker.
- Torreornis inexpectata sigmani Spence & Smith, 1961 – är mattare i fjäderdräkten än de båda andra underarterna och förekommer i ett litet kustområde i provinsen Guantánamo på östra Kuba där den lever i torra områden med kaktus och taggbuskar.

Det finns diskussioner kring taxonets varonai giltighet som underart, men även frågetecken kring vilken publikation den först beskrevs taxonomiskt.

## Ekologi
Under torrperioder lever zapatapopulationen främst av frön och blommor men även insekter, spindlar, sniglar och dess ägg. Under regnperioden tar de även små ödlor. Man tror att den häckar mellan mars och juni.

## Status och hot
Fram till 2018 kategoriserade naturvårdsunionen IUCN zapatasparven som starkt hotad (EN), men har därefter nedgraderats till mindre akuta nivån, först till sårbar (VU) och sedan 2021 till nära hotad (NT), vilket innebär att arten inte längre anses vara hotad. inte längre anses vara utrotningshotad. Utbredningen är dock fortfarande begränsad till tre områden och världspopulationen är liten, uppskattad till mellan 600 och 1700 vuxna individer. Habitatförlust sker i hela utbredningsområdet och den verkar minska i antal i två av områdena. Typiska hot är bränder under torrperioder, torrläggning av våtmarker och habitatförstörelse som resultat av jordbruk och turism.